# André Lallemand
André Lallemand (Cirey-lès-Pontailler, 29 settembre 1904 – Parigi, 24 marzo 1978) è stato un astronomo francese.
Era figlio di Louis Lallemand, docente di francese inviato in Alsazia alla fine della I guerra mondiale e di Lucie Lépée. Negli anni dei suoi studi universitari conobbe la sua futura moglie, Suzanne Ancel, figlia di un professore di medicina dell’Università di Strasburgo. Studiò in  questa Università presso la Facoltà di Scienze. Divenne nel 1925 assistente tecnico dell’osservatorio di Strasburgo e successivamente assistente astronomo (Aide-Astronome) e vice astronomo (Astronome-Adjoint) nel 1938, acquisendo una approfondita formazione su tematiche astronomiche e contribuendo alla realizzazione di strumenti di osservazione di alta precisione.
Prese  attivamente parte alla preparazione della spedizione per l’osservazione dell’eclissi solare a Poulo Condore ove ottenne le prime fotografie a infrarossi della corona solare confermando con le sue misure microfotometriche l’esistenza della corona in luce bianca successivamente descritta come plasma. Sin dal 1933 propose una strumentazione di osservazione basata sull’effetto fotoelettrico per la riduzione dei tempi di osservazione di sorgenti di debole intensità introducendo per la prima volta una macchina fotografica elettronica che sarebbe poi stata chiamata fotocamera Lallemand . Questi studi, interrotti dallo scoppio della II guerra mondiale, furono ripresi alla fine della stessa fino a raggiungere risultati soddisfacenti nei primi anni ’50. Nel 1943 divenne assistente astronomo presso l’Osservatorio di Parigi divenendone dal 1953 astronomo titolare.  Nel 1961 assunse la cattedra di Metodi fisici in astronomia presso il Collège de France. Successivamente divenne Direttore dell’Institut d'Astrophysique de Paris.

## Onorificenze
- Premio Lalande dell’Accademia francese delle scienze  nel 1938
- Eletto membro dell’Accademia francese delle scienze nel 1961
- Medaglia Eddington della Royal Astronomical Society nel 1962
- L’Accademia francese delle scienze  gli ha intitolato un premio biennale per lavori in campo astronomico

Ad André Lallemand la UAI ha intitolato il cratere lunare Lallemand